# Joh. Anton Lucius
Joh. Anton Lucius war ein großes Textilunternehmen in Thüringen. Es wurde 1763 von Johann Anton Lucius (1742–1810) in Erfurt gegründet. Unter seinem Sohn Sebastian Lucius (1781–1857) und dessen Nachkommen wuchs das Unternehmen stetig an. Die Firma blieb dann über weitere drei Generationen in Familienbesitz, bis sie 1952 durch die kommunistischen Machthaber enteignet wurde.

## Johann Anton Lucius
Jacob Lucius, der Urgroßvater von Johann Anton Lucius, war aus Seehausen nach Erfurt gekommen, wo er als Bäcker 1691 das Bürgerrecht erwarb. Dessen Sohn Johannes Hieronymus Lucius (1693–1756), ein selbständiger Webermeister, übertrug wiederum sein Geschäft mit Wollwarenhandel seinem Sohn Johann Michael Lucius (1719–1806), dem Vater von Johann Anton Lucius, der schließlich 1763 die nach ihm benannte Wollzeugmanufaktur auf der Langen Brücke 57/58 in Erfurt gründete. Im Jahr 1782 wurde das Unternehmen um ein Zuschnittgeschäft erweitert. Als Johann Anton Lucius 1810 starb, übernahmen sein Bruder Johann Jakob sowie sein Sohn Sebastian die Geschäfte.

## Sebastian Lucius

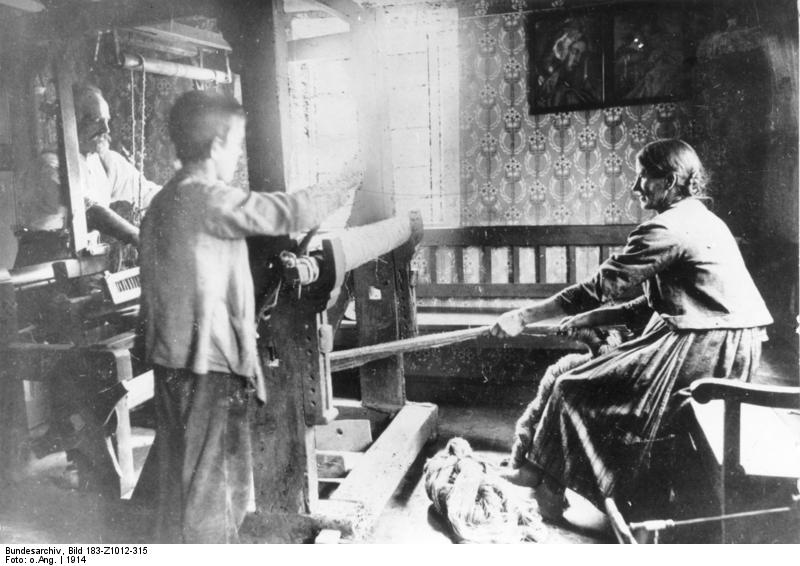
Heimarbeit am Webstuhl

Bei Übernahme des verschuldeten Unternehmens waren Wechsel fällig, und es mussten schnell Gewinne erwirtschaftet werden. Sebastian Lucius wagte deshalb den Einstieg in das riskante Waffengeschäft – schneller und sicherer Transport von Waffen und Munition. Er war erfolgreich für ein Pariser und ein Mainzer Unternehmen tätig und erzielte hohe Profite. Die Firma wurde so gerettet, und Sebastian Lucius baute sie in der Folge erheblich aus. Im Sinne einer teilweise industriellen Produktion, erwarb er 1815 die Spinnerei- und Weberei-Anlagen des Fabrikanten Liebich, die zwischen den Erfurter Straßen Pilse und Junkersand gelegen waren. Er errichtete dort eine Ginghamfabrik. Er unterhielt auch eine große Färberei, in der die zum Verweben bestimmten Garne gefärbt wurden: Leinen-, Woll- und Baumwollgarne, Twist, Tücher und Kleiderstoffe, Nanking, Nessel, Drell, Damast und Gingham. Das Unternehmen produzierte unter anderem Mützen und Strümpfe und beschäftigte rund 1000 Arbeiter, die häufig in Heimarbeit in der ländlichen Umgebung Erfurts tätig waren. Die wichtigsten Geschäftszweige des Lucius-Unternehmens waren im 19. Jahrhundert die Herstellung und der Großhandel von Tuch-, Band- und Strumpfwaren. In den 1830er-Jahren begann Lucius, englische Produkte, vorwiegend Garne, zu importieren.
Die Abschaffung der innerdeutschen Zollgrenzen durch den deutschen Zollverein Mitte der 1830er-Jahre und der Anschluss Erfurts an das mitteldeutsche Eisenbahnnetz begünstigten den Textilgroßhandel und das Wachstum der Firma, so dass weitere Geschäftszweige übernommen werden konnten. Im Jahr 1837 übergab Lucius, zu seiner Entlastung, die Ginghamfabrik an einen Neffen.

### Haus Dacheröden wurde Geschäftssitz

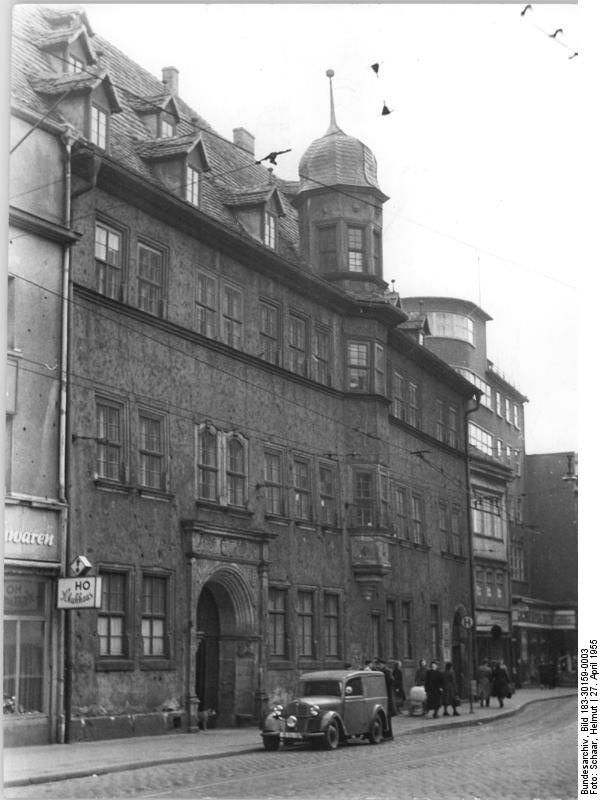
Haus Dacheröden im Jahr 1955

In die Zeit Sebastian Lucius’ fällt auch der Erwerb des heute noch bestehenden, damaligen Unternehmenssitzes in Erfurt. Er hatte zunächst die eine Hälfte („Am Anger 38“, vormals „Haus zum Güldenen Hecht“) des heutigen Haus Dacheröden von der Witwe H. Chr. Spoenlas (eventuell auch von Spoenla), einer geborenen Lucius, geerbt. 1833 kaufte er die zweite Haushälfte („Am Anger 37“, vormals „Haus zum Großen und Neuen Schiff“), den ehemaligen Wohnsitz der Familie Karl Friedrich von Dacherödens, dazu und ließ beide Teile durch eine neu gestaltete Zwischenverbindung funktional zu einem Gebäude verschmelzen. Hier befanden sich nun neben Wohnungen auch der Geschäftssitz sowie der Versand der importierten englischen Garne und eigenproduzierten Textilien. Zu diesem Zweck wurden in den 1830er-Jahren Anbauten errichtet.

## Ferdinand Lucius
Laut testamentarischer Verfügung ging das Unternehmen nach dem Tod Sebastian Lucius’ an seine Witwe Marianne Lucius, geb. Hebel über. Die Leitung übernahm, nach dem Tod der Mutter im Jahr 1862, der viertälteste Sohn Ferdinand (* 10. Mai 1830 in Erfurt; † 2. August 1910 ebenda). Dabei wurde er zunächst noch von dem älteren Bruder August unterstützt, der zuvor noch vom Vater im Jahr 1848 als Abfindung das Rittergut Stoedten bei Straußfurt erhalten hatte.
Die Großhandlung mit Garn und Wollwaren dehnte sich unter seiner Leitung aus und wuchs zu einem der führenden Unternehmen in Erfurt heran. 1886 stand Ferdinand Lucius mit einem Einkommen von 180.000 Mark an vierter Stelle der einkommensstärksten Unternehmer Erfurts. 1906 war er der reichste Bürger der Stadt, sein Vermögen betrug zu dem Zeitpunkt etwa 8,5 Millionen Mark, sein jährliches Einkommen lag bei 500.000 Mark. 1867 bis 1871 war er Präsident der Handelskammer Erfurt. Von 1890 bis 1893 war er Abgeordneter des deutschen Reichstages und von 1886 bis 1903 Mitglied des Preußischen Abgeordnetenhauses. In seinem Sterbejahr 1910 wurde er zum Ehrenbürger der Stadt Erfurt ernannt. Seit 1859 war er mit Wilhelmine Wirth verheiratet. Das Paar hatte keine männlichen Nachkommen, und nach seinem Tod lebte in Erfurt kein Namensträger Lucius mehr.

## Walter von Nathusius

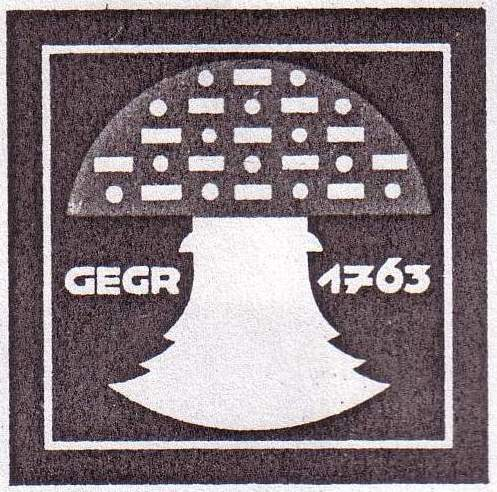
Der Pilz als Unternehmenslogo

Sebastian Lucius’ Tochter, Henriette Marie Lucius (1823–1886), heiratete den Rittergutsbesitzer Gustav Buhlers, mit dem sie vier Kinder hatte, darunter Marianne Buhlers, die wiederum am 28. Oktober 1869 in Erfurt den preußischen Landstallmeister Hans von Nathusius heiratete, und Mutter des letzten Eigentümers war. Am 1. Januar 1906 übernahm ihr Sohn Walter von Nathusius, Urenkel von Sebastian Lucius, zusammen mit dem bisherigen Prokuristen Carl Bender die Geschäftsleitung. Da Ferdinand Lucius selbst keine männlichen Nachkommen hatte, war sich die Familie einig, das Geschäft auf die Nachkommen seiner Nichte zu übertragen.
Im Jahr der Unternehmensübernahme überschritt Erfurt die 100.000 Einwohner-Schwelle und war nun eine Großstadt. Die Firma des Unternehmens zu Beginn des 20. Jahrhunderts lautete: Johann Anton Lucius Strickgarngroßhandel und Strumpffabrikation.
Nathusius hatte erkannt, dass der Übergang zu eigener Fabrikation im größeren Umfang als bislang notwendig und erfolgversprechend sein würde. Deshalb wurde am 1. Juni 1906 in Chemnitz eine Filiale zur Herstellung von feinen Baumwoll- und Seiden-Strumpfwaren gegründet. Im selben Jahr wurde auch die Marke „Pilz“ für Strumpfwaren und Garne geschützt. Im Jahr 1909 wurde dann in Schleusingen eine große Strumpffabrik zur Produktion von Wollstrümpfen errichtet. Die hier hergestellten Strümpfe wurden ebenfalls unter der Marke Pilz vertrieben.

### Hans Joachim von Nathusius
Nach dem Tode Carl Benders im Jahr 1913 berief Nathusius seinen Bruder Hans Joachim (1884–1946), der an der Universität in Darmstadt ein ingenieurtechnisches Studium absolviert hatte, in die technische und organisatorische Leitung des immer umfangreicher werdenden Unternehmens und übertrug ihm später auch die Teilhaberschaft. Dessen Ehe mit Maria Anna, geb. Freiin von Giovanelli zu Gerstburg und Hörtenberg (1886–1960) blieb kinderlos.
Die Firma überlebte den Ersten Weltkrieg, die nachfolgende Inflation und die Wirtschaftskrise. Schon bald florierte das Strumpfgeschäft wieder. Ein ebenfalls begonnener Kurzwarenhandel wurde allerdings nach einigen Jahren wieder aufgegeben. Das Geschäft konzentrierte sich auf den Strickgarngroßhandel und die Strumpffabrikation. Der Vertrieb in die Hauptabsatzgebiete Pommern, Mecklenburg, Schlesien, Sachsen und Brandenburg funktionierte mit Hilfe eines durchorganisierten Logistiknetzes. Bis zum Beginn des Zweiten Weltkrieges besuchten 15 Handelsvertreter die Abnehmer mit eigenen Fahrzeugen, Fachmessen wurden beschickt. Die Bestellungen der Handlungsreisenden gingen im Haus Dacheröden ein, wurden versandfertig gemacht und per Pferdewagen und weiter per Bahn verschickt. Die Produktion erreichte so jährlich eine Größenordnung von rund 1 Million Paar Strümpfen.

### Franz Xaver von Nathusius
1922 hatte der dritte Bruder und zukünftige Teilhaber, Franz Xaver von Nathusius (1880–1953), als Nachfolger des ausgeschiedenen Prokuristen Hugo Besler die Finanzgeschäfte übernommen. Nach Abschluss seiner Offizierslaufbahn (Rittmeister a. D.) 1910 war er Eigentümer der Mgohori-Baumwoll-Gesellschaft mbH am Rufiji-Fluss in Deutsch-Ostafrika. Später nahm er unter Paul von Lettow-Vorbeck am Kolonialkrieg gegen die Engländer teil. Seine Frau Antonie, geb. Tiedemann († 1950) hatte er 1908 in Daressalam geheiratet.
Auf Das Werk in Schleusingen entfielen 1931 rund 46 % des zu versteuernden Einkommens (2.111 Reichsmark), auf das Erfurter Geschäft 54 %. 1938 feierte die Firma ihr 175-jähriges Jubiläum im Haus Kossenhaschen, einem Teil des Hotels Erfurter Hof am Hauptbahnhof.

## Niedergang

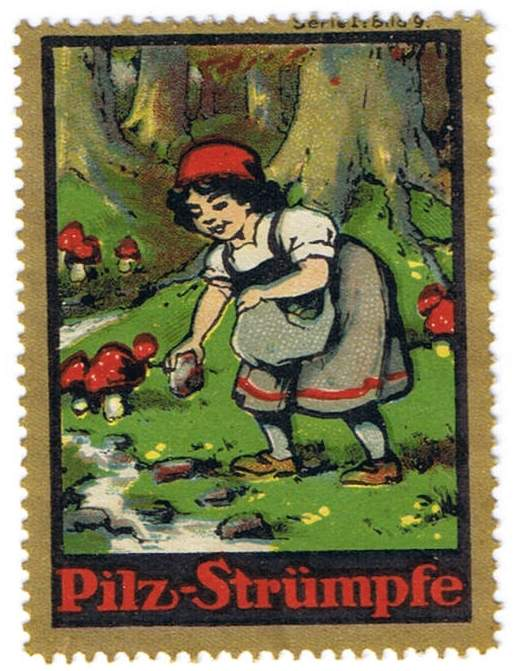
Sammelmarken-Serie

Der Zweite Weltkrieg führte zu Umsatzausfällen, sowohl in der Produktion wie im Großhandel. 1943 starb Walter von Nathusius, sein Bruder Franz übernahm die Geschäftsleitung. Ein Luftangriff auf Erfurt im November 1944 brachte Beschädigungen in der Straße Am Anger und auch am Haus Dacheröden.
1945 kam das Großhandelsgeschäft aufgrund fehlender Verkehrsverbindungen zum Erliegen. Zwar versuchten Franz von Nathusius und sein Bruder Hans-Jochen, das Geschäft noch einmal in Gang zu bringen, jedoch wurden die noch vorhandenen Dienstfahrzeuge von der Besatzungsmacht requiriert. Nach dem Tod von Hans-Jochen von Nathusius 1946 und der Währungsreform in der sowjetischen Besatzungszone von 1948 war das Erfurter Geschäft mangels Handelstätigkeit am Ende. 1951 sah der letzte Besitzer, Franz von Nathusius, sich gezwungen, Grundstücke und Gebäude in Erfurt zu verkaufen. Im Haus Dacheröden richtete die spätere VOB Zentrag, ein Verbund von SED-eigenen Druckereien und Verlagen, einen Formulardruck-Versand ein.

## Produktionsstätten und Zweigstellen
Neben den Produktionsstandorten in Chemnitz und Schleusingen unterhielt das Unternehmen Lucius Zweigstellen in Hannover, Kiel und Breslau.

### Strumpffabrik in Schleusingen

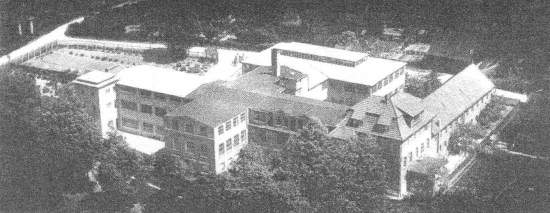
Die Strumpffabrik in Schleusingen

1909 hatte Walter von Nathusius die Strumpffabrik in Schleusingen errichtet. In dieser Lucius-Fabrik wurden sämtliche Arten gestrickter Strümpfe (Baby-, Kinder-, Männer- und Frauenstrümpfe) produziert. Außerdem wurden hier die seidenen Damenstrümpfe vom Produktionsstandort in Chemnitz gefärbt und konfektioniert. Der weitere Vertrieb lief über die Zentrale in Erfurt. Neben der Glasindustrie bot, vor allem für Frauen und Mädchen, diese Strumpffabrik in der Suhler Straße Arbeit in Schleusingen.
Im Jahr 1952 wurde die Schleusinger Fabrik entschädigungslos enteignet, womit das Ende der Firma Lucius gekommen war. Es entstand der VEB Pilzstrumpffabrik Schleusingen. 1955 wurden die Textilmaschinen demontiert und in Fabrikationsstätten im thüringischen Eichsfeld verlagert. An ihrer Stelle wurden Werkzeugmaschinen installiert und aus der ehemaligen Strumpffabrik wurde der VEB Elektromotorenwerk Schleusingen (EMS). Dieser Betrieb hatte später über 900 Mitarbeiter.

#### Stürmer-Kampagne

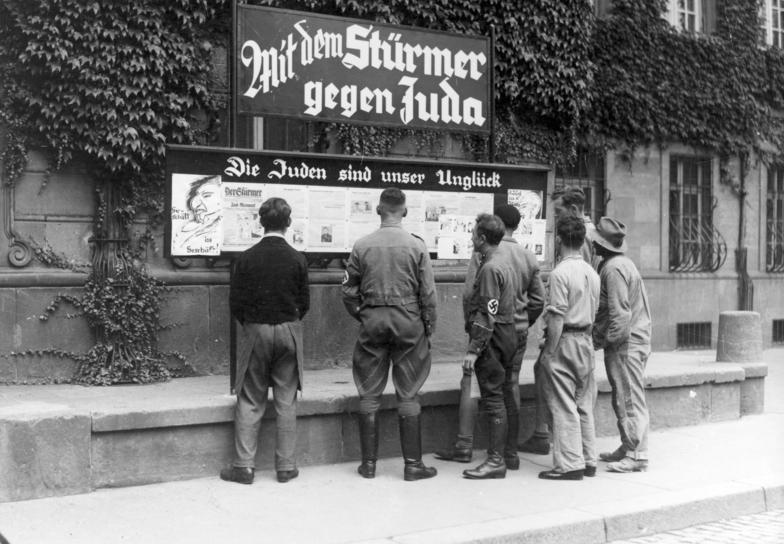
Typischer „Stürmerkasten“, hier aus dem Jahr 1935

In Schleusingen gab es vor dem Zweiten Weltkrieg das bekannte Modehaus Müller & Schwab, das zwei jüdischen Familien gehörte. Nach der Machtergreifung durch die Nationalsozialisten wurde dieses Unternehmen zunehmend von nichtjüdischen Konkurrenten angefeindet. Kampagnen gegen das Unternehmen hatten das Ziel, durch Diffamierung oder Einschüchterung einen Umsatzrückgang zu erreichen und damit das Geschäft in den Bankrott zu treiben. Dank guter Kontakte konnte das nationalsozialistische Hetzblatt Der Stürmer dazu eingesetzt werden. Die Zeitung veröffentlichte auf der Titelseite der Ausgabe 3 im Jahr 1934 folgenden Text:

„Luciusstrümpfe – Worüber man in Schleusingen spricht

In Erfurt (Thüringen) gibt es ein Unternehmen, das sich Joh. Anton Lucius, Erfurt-Chemnitz nennt. Dieses Unternehmen unterhält in Schleusingen (Thüringen) eine Strumpffabrik, in der es etwa 70 Arbeiterinnen beschäftigt. Von diesen wird verlangt, dass sie nur Strümpfe tragen, die in der Fabrik „Lucius“ hergestellt werden. Den Alleinvertrieb der Lucius-Strümpfe hat in Schleusingen das jüdische Unternehmen Müller & Schwab. Die Arbeiterinnen des Unternehmens Lucius sind also gezwungen, ihre Strümpfe im Judenhaus Müller & Schwab zu kaufen. Ein deutscher Geschäftsmann bat das Unternehmen Lucius, es möge auch ihm den Verkauf der Lucius-Strümpfe übertragen. 

Darauf erhielt der deutsche Geschäftsmann folgenden Bescheid:

7.11.33, Firma Hans Dunst, Schleusingen (Thür.)

Ich empfing Ihr Geehrtes vom 28. vor. Mts über mein Schleusinger Haus und mit Rücksicht auf die sehr angenehme langjährige Verbindung mit Fa. Müller & Schwab muß ich zu meinem Bedauern ablehnen, Ihnen ein Angebot zu unterbreiten. Die Herren Müller & Schwab kaufen seit langen Jahren ganz treu bei mir; ihr Geschäft befindet sich in derselben Straße, und ich mache alten Kunden nicht Konkurrenz.

Hochachtungsvoll !, gez. Unterschrift

Der deutsche Geschäftsmann erlaubte sich darauf diese Antwort zu geben:

10.11.33

Ich empfing Ihr Schreiben vom 7.cr. und teile Ihnen mit, dass bei mir im Geschäft erzählt worden ist, dass einer Ihrer maßgebenden Herren aus Erfurt beim Inspizieren der hiesigen Fabrik auch die Strümpfe, welche Ihre Arbeiterinnen tragen, gemustert und erklärt hat, sie dürften nur Ihre Fabrikate tragen, man müßte Ihr Unternehmen als Arbeitgeber auch unterstützen. Das finde ich ganz richtig, Sie können aber Ihr Personal nicht zwingen, beim Juden zu kaufen. Durch den Erhalt Ihres Briefes geht deutlich hervor, dass sie es für richtig halten, dass Ihre Fabrikate noch fernerhin bei dem Unternehmen Müller & Schwab, anstatt bei mir gekauft werden. Ich behalte mir vor, Ihren Brief zur Stellungnahme an den Kampfbund, welchem ich als Mitglied angehöre, weiterzuleiten.

Hochachtungsvoll !, gez. Unterschrift

Der Direktor des Schleusinger Lucius-Betriebes ist ein gewisser Herr Bockenstein. Er ist Freimaurer und Stahlhelmer und ist bekannt dafür, dass er Nazis nur sehr zögernd in seinen Betrieb aufnimmt. Es muß erwartet werden, dass sich in Thüringen irgendwer findet, der dafür sorgt, dass den Lucius-Bockenstein-Methoden das Handwerk gelegt wird. Die Arbeiterinnen können verlangen, dass man darauf verzichtet, ihre persönliche Freiheit zu beschränken. Strumpfkontrollen mögen im Judendeutschland von gestern etwas Selbstverständliches gewesen sein. Im neuen Deutschland sei den Lucius-Bockenstein-Leuten geraten, sich den geänderten Verhältnissen recht bald anzupassen.“

Infolge der Veröffentlichung des Artikels in den vier Schaukästen, in denen der Stürmer in Schleusingen ausgehängt wurde, wurden alle Käufer, die das Geschäft Müller & Schwab betraten, von der gegenüberliegenden Straßenseite aus fotografiert. Die Einschüchterungskampagne war erfolgreich; die Umsätze des Geschäftes gingen so weit zurück, dass das Unternehmen im Januar 1939 im Handelsregister als erloschen ausgetragen wurde.
Auch der Absatz von Lucius-Produkten wurde durch die Stürmer-Kampagne gestört. In einem Brief an den Schleusinger Bürgermeister Alfred Syré (* 1890) vom 20. Januar 1934 weist der damalige Geschäftsführer Hans Jochen von Nathusius mit Bezug auf den Stürmer-Artikel auf einen drohenden Arbeitsplatzverlust hin.
Im Lokalteil Erfurter Stadtnachrichten wurde in der Ausgabe vom 3. Februar 1934 unter dem Titel Die Strumpfkontrollen der Firma Lucius. Deutsche Arbeiterinnen sollen beim Juden kaufen, der Artikel des Stürmers komplett abgedruckt.